# Geaya boliviana
Geaya boliviana is een hooiwagen uit de familie Sclerosomatidae.